# Antonio Nuzzi
Antonio Nuzzi (ur. 3 sierpnia 1926 w Bojano, zm. 8 września 2016) – włoski duchowny katolicki, arcybiskup Conza-Sant’Angelo dei Lombardi-Bisaccia w latach 1981-1988 (w okresie 1986-1988 archidiecezja nosiła nazwę Sant’Angelo dei Lombardi-Conza-Nusco-Bisaccia) i biskup diecezjalny Teramo-Atri 1988-2002.

## Życiorys
Święcenia kapłańskie otrzymał 7 października 1949.
21 lutego 1981 papież Jan Paweł II mianował go arcybiskupem Conza-Sant’Angelo dei Lombardi-Bisaccia i biskupem Nusco. 15 marca tego samego roku z rąk kardynała Sebastiana Baggio przyjął sakrę biskupią. 31 grudnia 1988 przeniesiony na godność ordynariusza diecezji Teramo-Atri. 24 sierpnia 2002 na ręce papieża Jana Pawła II złożył rezygnację z zajmowanej funkcji.
Zmarł 8 września 2016.